# Infruset
Infruset ist das sechste Studioalbum der schwedischen Band Mando Diao, produziert von Björn Olsson, und das erste Album in ihrer Muttersprache Schwedisch.
Im Jahr 2011 wurde Gustaf Norén gebeten, anlässlich des 100. Todestages des schwedischen Dichters Gustaf Fröding eines seiner Werke zu vertonen. Frödings Lyrik erzählt Geschichten von der Schönheit der Natur, von der Liebe und den Herausforderungen des Lebens. Die Schönheit und Ehrlichkeit seiner Lyrik sowie sein exzentrischer und selbstzerstörerischer Lebensstil beeindruckten die ganze Band, und so entstand ein ganzes Album, bestehend aus zehn vertonten Gedichten.
Björn Dixgård und Gustaf Norén wählten zehn Gedichte aus dem umfangreichen Werk des Dichters aus; die Aufnahme der Lieder fand in einer alten Scheune in der Einsamkeit statt, die zu einem Studio umfunktioniert wurde. Nach nur wenigen Tagen waren die Aufnahmen fertig.
Die Lieder sind langsame und melancholische Balladen, eine ganz anders geartete Musik als man sie von der schwedischen Rockband gewöhnt ist. Verwendet werden akustische Gitarren und Piano als Hauptinstrumente; Bass, Schlagzeug und Streicher liefern eine ruhige, sanfte Begleitung. Im Vordergrund stehen die Stimmen der beiden Sänger, welche die melancholische Stimmung der Texte hervorheben und unterstreichen.
Linnéa Dixgård, die Schwester von Björn Dixgård und Sängerin der schwedischen Gruppe „Twinflower Band“, singt das Lied „Titania“.
Am 28. Oktober 2012 fand die erste öffentliche Aufführung des Albums in Form einer Liveübertragung eines Dokumentar- und Biographiefilms „Infruset“ in Kinos und Theatersälen in Schweden, Deutschland und der Schweiz statt. Die Premiere bestand aus zwei Teilen – einer filmischen Biographie des Dichters Fröding und der Liveaufführung des Albums.
„Infruset“ wurde in Schweden sofort zum Erfolg; innerhalb der ersten Woche nach dem Erscheinen  erreichte das Album den ersten Platz in den schwedischen Charts und Goldstatus bei den Verkaufszahlen. Außerdem ist es das erste Album der Band, das in die norwegischen Charts einstieg.

## Tracklist
1. Den självslagne – 1:50
2. En sångarsaga – 6:37
3. Infruset – 5:27
4. I ungdomen – 3:22
5. Snigelns visa – 3:52
6. Strövtåg i hembygden – 4:08
7. Men – 2:56
8. En ung mor – 3:00
9. Titania – 3:24
10. Gråbergssång – 3:08